# Schwanenhalsdeformität
Als Schwanenhalsdeformität bezeichnet man in der Medizin die Fehlstellung eines Langfingers, wenn dabei das Mittelgelenk überstreckt ist und das Endgelenk in einer Beugestellung fixiert ist. Das Grundgelenk ist meist ebenfalls in einer Beugefehlstellung.
Der Begriff bezeichnet auch die Beugefehlstellung eines Zehenendgelenkes (Krallenstellung – meist 2. Zehe).

## Finger

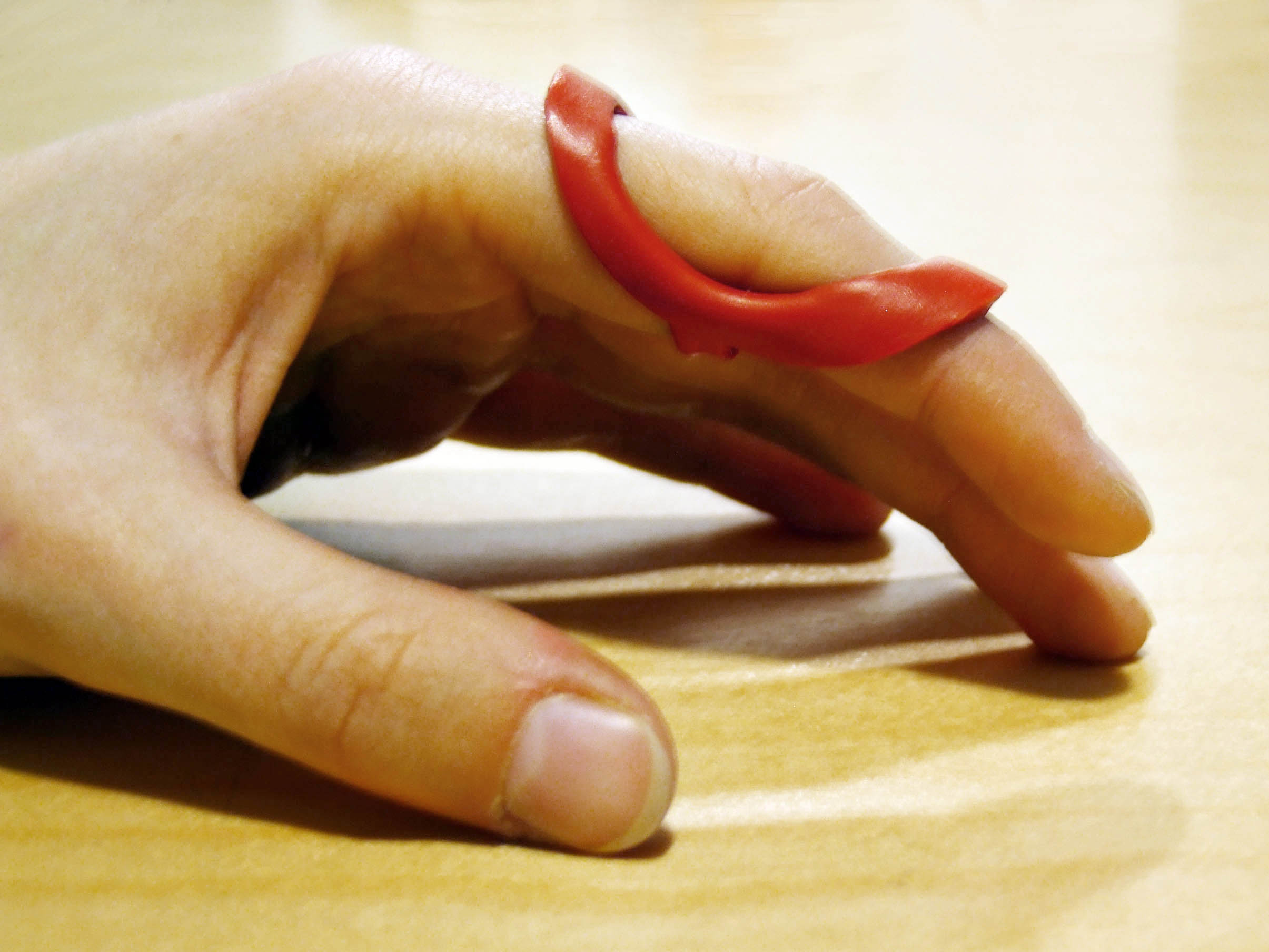
Schwanenhalsring zur Korrektur der Fehlstellung

Ursächlich für diese Art der Fehlstellung ist ein Defekt der palmarseitigen Sehnenplatte, also vorwiegend der Finger-Beugesehnen im Bereich des Mittelgelenks. Die Schwanenhalsdeformität ist eine typische Hand-Veränderung bei chronischer Polyarthritis, kann jedoch auch aus einem unfallbedingten Riss der palmaren Sehnenplatte am Mittelgelenk resultieren.
Die Therapie besteht in der Rekonstruktion des Beugesehnenapparates am Mittelgelenk, ggf. mit einer Tenodese (Umlagerung mit Fixation) und bei rheumatischer Ursache mit einer Arthrolyse oder passiven Mobilisierung des Mittelgelenks. Bei fixierten Deformitäten oder lateraler Instabilität kann auch eine Arthrodese durchgeführt werden.
Die Nachbehandlung nach Rekonstruktion erfolgt meist mit einer partiellen bis vierwöchigen Ruhigstellung in 20–30° Beugestellung des Mittelgelenks, die eine Beugung erlaubt, aber eine Streckung verhindert.

## Zehe
Ursächlich wird hier vor allem die mechanische Belastung gesehen, insbesondere dann, wenn die zweite Zehe länger ist als die Großzehe. Therapeutisch gilt es die Fehlstellung und ihre Ursache zu beseitigen. Dazu kann es notwendig sein, den distalen Teil des Mittelgliedes zu resezieren und entsprechend zu fixieren. Dadurch wird nicht nur die Fehlstellung behoben, sondern auch die Zehe verkürzt (Beseitigung der Ursache).